# Ross Quinlan
Pour les articles homonymes, voir Quinlan.
John Ross Quinlan est un chercheur en informatique qui fut l'un des premiers à étudier l'exploration de données et la théorie de la décision. Il a largement contribué au développement des algorithmes sur les arbres de décision, y compris dans l'invention des algorithmes ID3 et C4.5. Il est actuellement à la tête de l'entreprise RuleQuest Research qu'il a fondée en 1997.